# Year Of The Dragon
Year Of The Dragon ("El año del dragón") es el noveno álbum de la carrera de Modern Talking y el tercero en ser lanzado al mercado desde su reunión en 1999. Es editado a finales de ese mismo año bajo el sello BMG Berlin Musik y producido y arreglado por Dieter Bohlen y coproducido por Luis Rodríguez. De este álbum se estrenaron dos sencillos, China In Her Eyes (China en sus ojos), y Don't Take Away My Heart (No te lleves mi corazón).

## Créditos
- Música: Dieter Bohlen, excepto tema 18 por Thomas Anders
- Letra: Dieter Bohlen, excepto tema 18 por Thomas Anders
- Arreglos: Dieter Bohlen
- Teclados: Amadeus Crotti (1-2, 4-5, 7-8, 10-11, 13-14, 16-17 y 19), Lalo Titenkov (3, 6, 9, 12, 15 y 18)
- Producción: Dieter Bohlen
- Coproducción: Luis Rodriguez
- Publicación: Warner Chappell/Blue Obsession Music, excepto tema 18 por Thomas Anders Music/Sony Music Publishing/ATV Germany
- Distribución: BMG
- Dirección de Arte: Ronald Reinsberg
- Diseño de Portada: Ronald Reinsberg
- Foto de Portada: Manfred Vormstein
- Fotografías: Wolfgang Wilde

## Lista de canciones
| #   | Título                                              | Tiempo |
| --- | --------------------------------------------------- | ------ |
| 1.  | "China In Her Eyes (Album Version)" (Dieter Bohlen) | 4:22   |
| 2.  | "Don't Take Away My Heart" (Dieter Bohlen)          | 3:37   |
| 3.  | "It's Your Smile" (Dieter Bohlen)                   | 3:31   |
| 4.  | "Cosmic Girl" (Dieter Bohlen)                       | 3:41   |
| 5.  | "After Your Love Is Gone" (Dieter Bohlen)           | 3:41   |
| 6.  | "Girl Out Of My Dreams" (Dieter Bohlen)             | 3:58   |
| 7.  | "My Lonely Girl" (Dieter Bohlen)                    | 4:00   |
| 8.  | "No Face, No Name, No Number" (Dieter Bohlen)       | 3:59   |
| 9.  | "Can't Let You Go" (Dieter Bohlen)                  | 4:22   |
| 10. | "Part Time Lover" (Dieter Bohlen)                   | 3:11   |
| 11. | "Time Is On My Side" (Dieter Bohlen)                | 3:37   |
| 12. | "I'll Never Fall In Love Again" (Dieter Bohlen)     | 4:39   |
| 13. | "Avec Toi" (Dieter Bohlen)                          | 3:52   |
| 14. | "I'm Not Guilty" (Dieter Bohlen)                    | 3:39   |
| 15. | "Fight For The Right Love" (Dieter Bohlen)          | 3:42   |
| 16. | "Walking In The Rain Of Paris" (Dieter Bohlen)      | 3:41   |
| 17. | "Fly To The Moon" (Dieter Bohlen)                   | 3:37   |
| 18. | "Love Is Forever" (Thomas Anders)                   | 3:24   |
| 19. | "China In Her Eyes (Rap Version)" (Dieter Bohlen)   | 3:10   |

## Charts
| Chart (2000)                 | Máxima Posición |
| ---------------------------- | --------------- |
| Alemania albums chart        | 3               |
| Austria albums chart         | 5               |
| Bulgaria albums chart        | 14              |
| Estonia albums chart         | 1               |
| Europa albums chart          | 10              |
| Finlandia albums chart       | 22              |
| Grecia albums chart          | 22              |
| Hungría albums chart         | 3               |
| Noruega albums chart         | 26              |
| Polonia albums chart         | 3               |
| República Checa albums chart | 7               |
| Suecia albums chart          | 28              |
| Suiza albums chart           | 4               |
| Turquía albums chart         | 1               |

- Datos: Q37466